# Belizaanse dollar

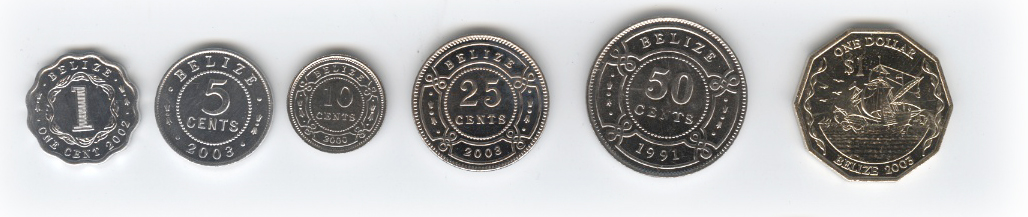
Beliziaans muntgeld

De dollar is de munteenheid van Belize. Eén dollar is honderd cent.
Munten in circulatie: 1, 5, 10, 25 en 50 cent en 1 dollar. Het papiergeld is beschikbaar in 2, 5, 10, 20, 50 en 100 dollar.
De Brits Honduras dollar (BZH) werd al in 1864 ingevoerd, toen het land nog een Britse kolonie was. In 1973 toen de naam veranderde in Belize werd ook de naam van de munteenheid "Belizaanse dollar" (BZD) omgenoemd.
De waarde is sinds de invoering aan de Amerikaanse dollar gekoppeld. 1 US-$ is 1,97 BZD.